# Revin (tổng)
Tổng Revin là một tổng ở tỉnh Ardennes trong vùng Grand Est.
Tổng này được tổ chức xung quanh Revin ở quận Charleville-Mézières. Độ cao trung bình là 139 m.

## Hành chính
| Giai đoạn | Ủy viên          | Đảng | Tư cách |
| --------- | ---------------- | ---- | ------- |
| 2001-2008 | Bernard Dahout   | PS   |         |
| 2008-2014 | Dominique Ruelle | PS   |         |

## Các đơn vị hành chính
Tổng Revin gồm 2 xã với dân số 9 155 người (điều tra năm 1999, dân số không tính trùng)
| Xã       | Dân số | Mã bưu chính | Mã insee |
| -------- | ------ | ------------ | -------- |
| Anchamps | 192    | 08500        | 08011    |
| Revin    | 8 963  | 08500        | 08363    |

## Thông tin nhân khẩu
| 1962                                                     | 1968   | 1975   | 1982   | 1990  | 1999  |
| -------------------------------------------------------- | ------ | ------ | ------ | ----- | ----- |
| 11 418                                                   | 12 338 | 11 784 | 10 664 | 9 575 | 9 155 |
| Nombre retenu à partir de 1962 : dân số không tính trùng |        |        |        |       |       |